# Doña Desdenes

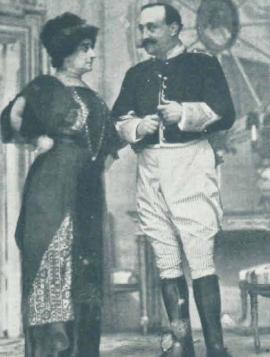
María Guerrero y Emilio Thuillier en una escena de la obra

Doña Desdenes es una obra de teatro de Manuel Linares Rivas, estrenada en 1912.

## Argumento
El ejército de húsares de Pavía se detiene en la ciudad de Pamplona para pertrecharse. Allí, el capitán Santiago del Valle se recuentra con su antiguo amor Doña Desdenes, dueña de una finca cercana. Pero ésta debe competir con su rival Pepita Jiménez por la atención del militar.

## Estreno
- Teatro de la Princesa, Madrid, 23 de enero de 1912.
  - Intérpretes: María Guerrero (Doña Desdenes), Emilio Thuillier, Fernando Díaz de Mendoza (Santiago), Conchita Ruiz, Antonio Riquelme, Manolo Díaz, Emilio Mesejo, Felipe Carsi, Hortensia Gelabert.